# Colombiaanse presidentsverkiezingen 1998
In 1998 werden er in Colombia presidentsverkiezingen gehouden. Op 31 mei 1998 vond een eerste ronde plaats en op 21 juni 1998 volgde een tweede ronde. Winnaar van de presidentsverkiezingen was de kandidaat van de Grote Alliantie voor Verandering (Gran Alianza por el Cambio) - een alliantie van partijen, waaronder de Colombiaanse Conservatieve Partij -, Andrés Pastrana Arango.

## Uitslag
Eerste ronde 31 mei 1998
| Partij                    | kandidaat                                                             | stemmen    | %      |
| ------------------------- | --------------------------------------------------------------------- | ---------- | ------ |
| Andrés Pastrana Arango    | Grote Alliantie voor Verandering/PCC (Gran Alianza por el Cambio/PCC) | 3.653.048  | 34,37% |
| Horacio Serpa Uribe       | Colombiaanse Liberale Partij (Partido Liberal Colombiano)             | 3.696.334  | 34,78% |
| Noemi Sanin Posada        | Ja Colombia (Sí Colombia)                                             | 2.845.750  | 26,77% |
| Harold Bedoya Pizzaro     | Kracht Colombia (Fuerza Colombia)                                     | 193.037    | 1,82%  |
| Totaal (opkomst 50,025%)  |                                                                       | 10.388.169 |        |
| Blanco stemmen            |                                                                       | onbekend   |        |
| Bron: IFES Election Guide |                                                                       |            |        |

Tweede ronde 21 juni 1998
| Partij                    | kandidaat                                                             | stemmen    | %      |
| ------------------------- | --------------------------------------------------------------------- | ---------- | ------ |
| Andrés Pastrana Arango    | Grote Alliantie voor Verandering/PCC (Gran Alianza por el Cambio/PCC) | 6.114.752  | 50,34% |
| Horacio Serpa Uribe       | Colombiaanse Liberale Partij (Partido Liberal Colombiano)             | 5.658.518  | 46,58% |
| Totaal (opkomst 56,695%)  |                                                                       | 11.773.270 |        |
| Blanco stemmen            |                                                                       | onbekend   |        |
| Bron: IFES Election Guide |                                                                       |            |        |